# 厚唇法螺
厚唇法螺（学名：Cymatium labiosum），是异足目法螺科梭法螺属的一种。主要分布于台湾，常栖息在潮间带的岩礁区。